# Pierre-François Forissier
Pour les articles homonymes, voir Forissier.
Pierre-François Forissier, né le 29 décembre 1951 à Lorient, est un amiral français, chef d'état-major de la marine de 2008 à 2011.

## Biographie
Après des études secondaires à Nice, Marseille et Toulon, il entre au lycée naval de Brest en 1968. 
En 1971, il intègre l'École navale d'où il sort enseigne de vaisseau de première classe en 1974. En 1975, il rallie les forces sous-marines où il sert dans tous les types de sous-marins opérationnels, notamment le sous-marin nucléaire d'attaque Rubis et le sous-marin nucléaire lanceur d'engins Le Tonnant. 
Il embarque également à bord de bâtiments de surface : en 1974 comme officier en second de la 20e division de dragueurs et du dragueur Glycine, puis en 1990 comme officier de manœuvre du porte-avions Foch.
En 1993, il est  commandant en second du centre d'instruction naval de Brest.
Il sert aussi à l'état-major de la marine dans la division « Matériel » puis quelques années plus tard à la division « Plans » et il est promu contre-amiral en 2001.
Il occupe ensuite les fonctions d'adjoint territorial au commandant de la région maritime « Atlantique ».
Vice-amiral, il commande les forces sous-marines et la force océanique stratégique avant d'être nommé vice-amiral d'escadre en 2005 au poste de major général de la Marine.
Le 4 février 2008, il est élevé au rang d'amiral et nommé chef d'état-major de la marine. Il quitte cette fonction le 12 septembre 2011, remplacé par l'amiral Bernard Rogel,.      
Revenu à la vie civile, il fonde la société Marine Firminy SAS dont il est le président.
À l'occasion des élections législatives de 2012 dans le Morbihan, il se présente comme suppléant de Brigitte Mélin (UMP) dans la  cinquième circonscription de ce département.
En septembre 2012, il fonde avec 18 acteurs du monde maritime l'association pour le Grand Voilier École (Asso-GVE) dont le but est de faire construire un grand voilier moderne pour la France.
En 2013, il est élu à l'Académie de marine.

## Décorations
|  |  |  |
|  |  |  |
|  |  |  |

### Intitulés
- Grand officier de la Légion d'honneur
- Chevalier de l'ordre national du Mérite
- Commandeur de l'ordre du Mérite maritime
- Médaille de la Défense nationale, échelon argent
- Grand-croix "avec épées" pro Merito Melitensi (Ordre souverain de Malte)
- Commandeur en chef de la Légion du Mérite (États-Unis)
- Croix d’honneur en or de la Bundeswehr[6] (Allemagne)
- Grand officier de l'ordre du Mérite naval (en) (Brésil)